# 科莱雷托贾科萨
科莱雷托贾科萨（意大利语：Colleretto Giacosa），是意大利北部皮埃蒙特大区都灵省的一个市镇。总面积4.6平方公里，总人口610，人口密度132.6人/平方公里（2010年12月31日）。